# Banu Qasi
Les Banu Qasi ou Banū Qāsī (en arabe : بنوقازي  « les fils de Cassius ») sont une importante famille d'origine hispano-romaine. Devenue muladí, elle joue un rôle politique et militaire de premier plan dans la Marche supérieure d'Al-Andalus, pendant les premières guerres de la Reconquista et lors des nombreux soulèvements que connaît l'émirat de Cordoue entre le VIIIe et le début du Xe siècle.
La famille, originaire de Tudela, dans le sud de l'actuelle Navarre, étend son autorité sur la haute vallée de l'Èbre autour de Tarazona, Ejea de los Caballeros et Nájera. La famille donne également des gouverneurs à Pampelune, du fait de leurs alliances avec les rois de Pampelune. Musa ibn Musa, dans la première moitié du IXe siècle, est, par sa mère, le demi-frère d'Eneko Arista, roi de Pampelune.

## Histoire

Le cœur du domaine des Banū Qāsī entre le VIIIe siècle et le début du Xe siècle.

### Origines: le comte Cassius et son fils Fortun (713-770)
Les Banū Qāsī descendent d'une personnalité du royaume wisigoth, le comte Cassius, actif dans les deux premières décennies du VIIIe siècle. D'après un historien muladi du Xe siècle, Ibn al-Qutiyya, il s'agit d'un noble prétendument wisigoth et vascon[pas clair], gouverneur de la région de la haute vallée de l'Èbre (entre les localités de Tarazona, Ejea et Nájera). Au moment de[réf. nécessaire] la conquête du royaume par les musulmans (711-716), il se convertit à l'islam, devenant vers 713 vassal des Omeyyades. Peu de temps après sa conversion, il serait allé avec son fils aîné, Fortun, à Damas, afin de prêter allégeance directemet au calife Al-Walīd Ier. En échange, il conserve ses domaines propres. C'est du nom latin de ce comte Cassius que provient le nom arabe de la famille des Banū Qāsī, les « fils de Cassius ».
Le clan accroît son pouvoir au cours du VIIIe siècle, sous la direction de Fortun, grâce à l'appui que ses membres apportent aux émirs de Cordoue, alors aux prises avec des conflits entre Arabes et Berbères, très fréquents dans les années qui suivent la conquête. Mais la situation de leurs domaines de la haute vallée de l'Èbre les place entre plusieurs pouvoirs concurrents, principalement celui de l'émir de Cordoue au sud et celui du duc de Vasconie, dont le pouvoir s'étend de la Garonne jusqu'à Pampelune au nord. Le duché de Vasconie, indépendant de fait des rois francs mérovingiens, retombe sous le contrôle des Francs à l'époque des Carolingiens (Charles Martel, maire du palais de 717 à 741 et Pépin le Bref, maire du palais de 741 à 751, puis roi des Francs de 751 à 768), qui luttent simultanément contre les musulmans présents en Gaule (reprise de Narbonne en 759). Un peu plus loin à l'ouest se trouve le royaume chrétien des Asturies fondé par Pélage le Conquérant vers 720. Enfin, les Banu Qasi sont en butte à l'hostilité d'autres grandes familles musulmanes, muladi (Banu Amrus) ou arabes (Banu Tujib).
Il faut noter qu'à partir de 750, les Omeyyades de Damas sont dépossédés du califat par les Abbassides de Bagdad, mais qu'ils se réfugient en Espagne et réussissent à conserver le contrôle de l'émirat de Cordoue.

### Les Banu Qasi et la campagne de Charlemagne vers Saragosse en 778
Les Banū Qāsī entretiennent des relations avec leurs voisins chrétiens, particulièrement notables en 778 lorsque Charlemagne, fils de Pépin le Bref, roi des Francs mais pas encore empereur, lance une opération en Espagne à la demande du gouverneur de Barcelone, Sulayman, venu en 777 à Paderborn solliciter le soutien du roi des Francs. 
Lorsque les armées franques arrivent en Espagne (l'une par l'est, l'autre par l'ouest), un oncle de Musa, Abou Taur, gouverneur de Huesca, traite avec Charlemagne pour obtenir son soutien. Mais l'opération envisagée par Sulayman et Charlemagne échoue devant Saragosse, dont le gouverneur, al-Husayn, refuse d'ouvrir les portes. 
Confronté à une situation problématique, Charlemagne décide de se replier sans trop attendre. Il repasse par Pampelune, puis par la route du col de Roncevaux, où a lieu un combat d'arrière-garde devenu très célèbre sous le nom de bataille de Roncevaux, sujet principal de la Chanson de Roland, première œuvre majeure de la littérature française (XIe siècle).
En 790, Abou Taur se rapproche du fils de Charlemagne, Louis[réf. nécessaire], roi d'Aquitaine et donc maître du duché de Vasconie.

### Carrière de Musa ibn Fortún (de 770 à 802)
Le fils de Fortun, Musa, petit-fils de Cassius/Qasi, exerce son pouvoir sur la partie supérieure de la vallée de l'Èbre (Ejea, Tudèle, Tarazona, Borja et Arnedo) jusqu'aux abords de Saragosse[réf. nécessaire]. 
D'un premier mariage, il a un fils Mutarrif ibn Musa (assassiné en 799).
En 784, il épouse en secondes noces Oneca, veuve du Vascon Íñigo Ximenes Arista et mère (du fait de ce premier mariage) d'Eneko Arista, futur roi de Pampelune et considéré comme le premier roi de Navarre. Du mariage d'Oneca et de Musa naît Musa ibn Musa (mort en 862).
En 788, Musa ibn Fortun soutient l'émir Hicham Ier contre la révolte des Banū Husayn à Saragosse, mais il conditionne son aide au retrait de l'émir[réf. nécessaire]. Il élimine le gouverneur rebelle, Said ibn al-Husayn, et s'empare de Saragosse.
En 796, il entre en rébellion contre le nouvel émir de Cordoue, al-Hakam Ier, rébellion qui se prolonge jusqu'en 806, après la mort de Musa. 
En 799, des Vascons favorables au pouvoir carolingien assassinent son fils Mutarrif, qui occupe alors le poste de wali de Pampelune, 
Musa ibn Fortún est lui-même assassiné en 802 par un proche de Said ibn al-Husayn.

### Musa ibn Musa (802-862)

La péninsule Ibérique vers 850, à l'apogée des Banū Qāsī, qui dominent presque l'ensemble de la Marche supérieure d'al-Andalus.

La famille parvient au zénith de son pouvoir avec Musa ibn Musa. En 806, il décide de rentrer dans la soumission à l'émir de Cordoue, mettant fin à vingt ans de guerre contre le pouvoir de l'émir. Dans le même temps, il renforce l'alliance avec les rois de Pampelune, les Arista, et épouse sa nièce Assona, fille de son demi-frère Eneko Arista de Pampelune.
La situation change en 840. Musa ibn Musa ne supporte en effet pas l'éviction d'un de ses cousins, Abd al-Yabbar ibn Qasi, du poste de wali de Tudèle, tandis que les frères Abdallah ibn Kalayb et Amir ibn Kalayb sont nommés par l’émir de Cordoue, Abd al-Rahman II, comme walis de Saragosse et Tudèle. À la suite d'une campagne menée en 841 par le fils de l'émir, Mutarrif, il participe aux côtés de l'émir à une campagne contre les seigneurs chrétiens de Cerdagne. Mais en 842, il reprend le conflit contre l'émir avec le soutien de son neveu, García Íñiguez, fils du roi de Pampelune. Il s'empare de Saragosse, Borja et Tudèle. En 842, 843, 844, 845, 846, 847 et 850, le conflit perdure et voit les armées d'Abd al-Rahman II revenir dans la vallée de l'Èbre, mener des expéditions punitives contre les Banū Qāsī. En 844 et 846, Musa ibn Musa est battu et soumis, mais reprend systématiquement les armes. En 852, Musa ibn Musa se réconcilie finalement avec Abd al-Rahman II, qui le confirme comme wali de Tudèle.
À partir de ce moment, Musa ibn Musa s'oppose plus vigoureusement aux princes chrétiens. En 852, il défait les armées des Asturiens d'Ordoño Ier et des Aquitains à la première bataille d'Albelda. Cette victoire ouvre la décennie de plus grande influence des Banū Qāsī. Musa ibn Musa étend son contrôle sur l'ensemble de l'actuelle région de la Rioja et obtient d'Abd el-Rahman II le titre de wali de Saragosse et de la Marche supérieure. Son gouvernement s'étend sur les terres de Tudèle, Saragosse, Calatayud et Daroca jusqu'à Calamocha. Il intervient dans la région de Huesca, et installe même son fils Lubb II ibn Musa comme wali de Tolède. Il se fait alors appeler « troisième roi d’Espagne » (tertius regem in Spania), aux côtés du roi des Asturies et de l'émir de Cordoue.

En 854, Musa ibn Musa s'oppose à la rébellion qui agite Tolède, alors qu'elle est soutenue par les rois des Asturies, Ordoño Ier, et de Pampelune, García Ier. Cela marque une première rupture entre Musa ibn Musa et son neveu. En 856, il attaque les seigneurs de Catalogne, à Barcelone et Tarrasa. En 859, Musa ibn Musa permet à un raid viking de traverser ses territoires et d'attaquer son ancien allié, le roi de Pampelune, García Ier, rançonné pour une somme de 70 à 90 000 dinars d'or. La même année, il est cependant défait à la deuxième bataille d'Albelda : García Ier apporte son soutien à Ordoño Ier, qui détruit la forteresse de Musa ibn Musa à Albelda. Son propre fils, Lubb II ibn Musa, soutient les rois chrétiens, tandis que l'émir retire à Musa ibn Musa son titre de wali de la Marche supérieure. En campagne dans la région de Guadalajara, Musa ibn Musa trouve la mort à Tudèle en 862, à la suite des blessures reçues alors qu'il attaquait le wali de Guadalajara, Azraq ibn Mantil ibn Salim, qui avait épousé une des filles de Musa ibn Musa.

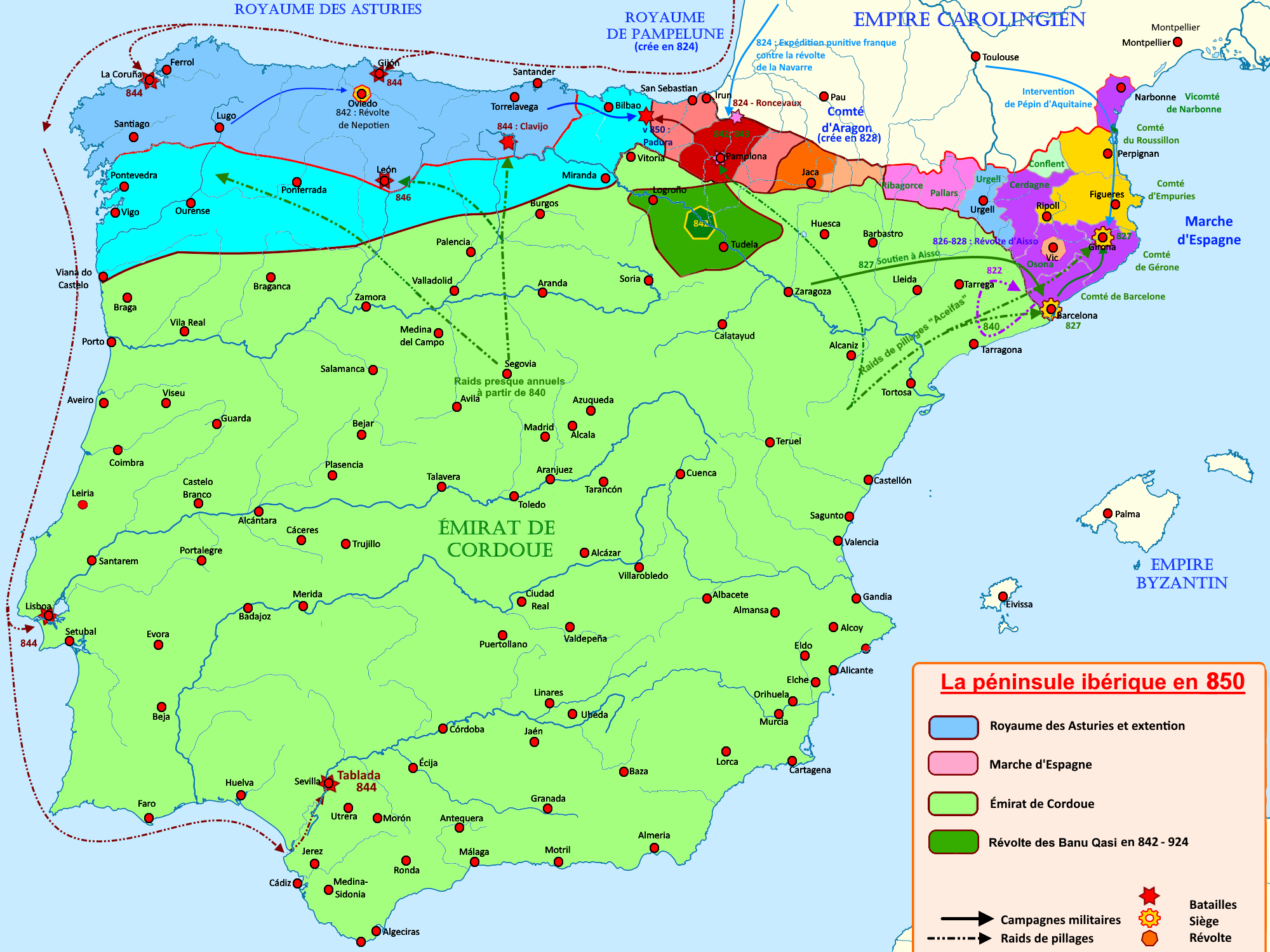
Révolte des Banu Qasi de 842
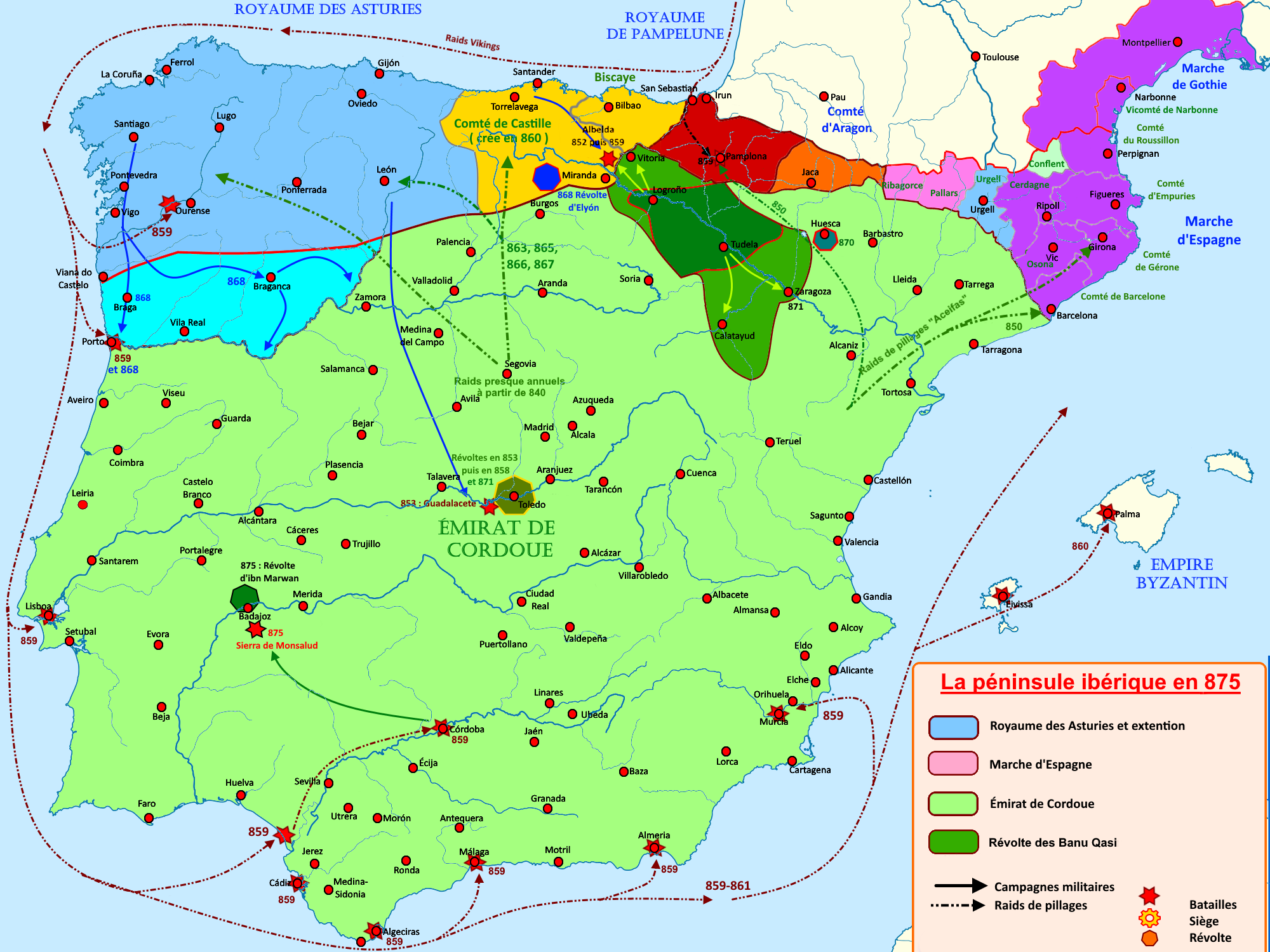
Révolte des Banu Qasi de 850 à 875

### Le déclin (862-924)
La décennie de 862 à 872 est une période de déclin pour les Banū Qāsī, qui restent fidèles à Cordoue, alors que leurs domaines sont peu à peu diminués. En 870, Amrus ibn Umar ibn Amrus, muladí de Huesca, est à l'origine d'une nouvelle révolte contre l'émir de Cordoue, Muhammad Ier. En 871, les fils de Musa ibn Musa se joignent à la rébellion. Lubb, avec ses frères Ismail ibn Musa, Mutarrif II ibn Musa et Fortún II ibn Musa, se soulève : Lubb et Ismail occupent Saragosse, Mutarrif entre dans Huesca et Fortún conquiert Tudèle. Muhammad Ier réagit en renforçant Daroca et Calatayud qu'il confie aux Banū Tujib. En 873, il mène une campagne militaire et organise une expédition contre les fils de Musa : il récupère la ville de Huesca avec l'aide d'Amrus, qui s'est soumis, et le nomme wali de cette ville, où sa famille se maintient jusqu'au milieu du Xe siècle.
Les Banū Qāsī réagissent vivement et Mutarrif II ibn Musa s'empare de Barbitaniya, au point qu'en 874, hormis Huesca, toute la Marche supérieure est soumise aux Banū Qāsī. Jusqu'en 878, ils profitent même des affaires qui éloignent l'émir loin de la région. En 878, 879, 881, 882 et 883, les campagnes militaires se multiplient contre les Banū Qāsī. Finalement, Saragosse tombe aux mains de Muhammad Ier en 884, qui y place les Banū Tujib. Les territoires contrôlés par les Banū Qāsī sont alors coupés en deux : d'un côté, la zone de Lérida et Monzón, attaquée par les Banū Amrus depuis Huesca, de l'autre côté les régions occidentales.
Lubb II ibn Musa, qui dirige Tudèle et Tarazona, voit les complications se multiplier. Le roi des Asturies, Alphonse III, entre dans la vallée de Borja, à l'ouest, tandis que le comte de Pallars l'attaque au nord-est, le comte de Barcelone par l'est et le roi de Pampelune, Sanche Ier, par la Rioja. Les défaites, puis les dissensions mènent les quatre frères Banū Qāsī à la ruine : Mutarrif est exécuté et Lubb II doit affronter la rébellion de Fortún et Ismail. Lubb II ibn Musa se soumet à l'émir Abd Allah, mais il ne reçoit pas vraiment de soutien dans sa lutte contre les princes chrétiens.

Au cours du premier quart du Xe siècle, les Banū Qasi perdent leurs positions dans la vallée de l'Èbre au profit de lignages concurrents comme les Banū Tujib. En 924, l'émir Abd al-Rahman III leur enlève la dernière charge qu'ils conservent comme walis de Tudèle et les oblige à le suivre à Cordoue.

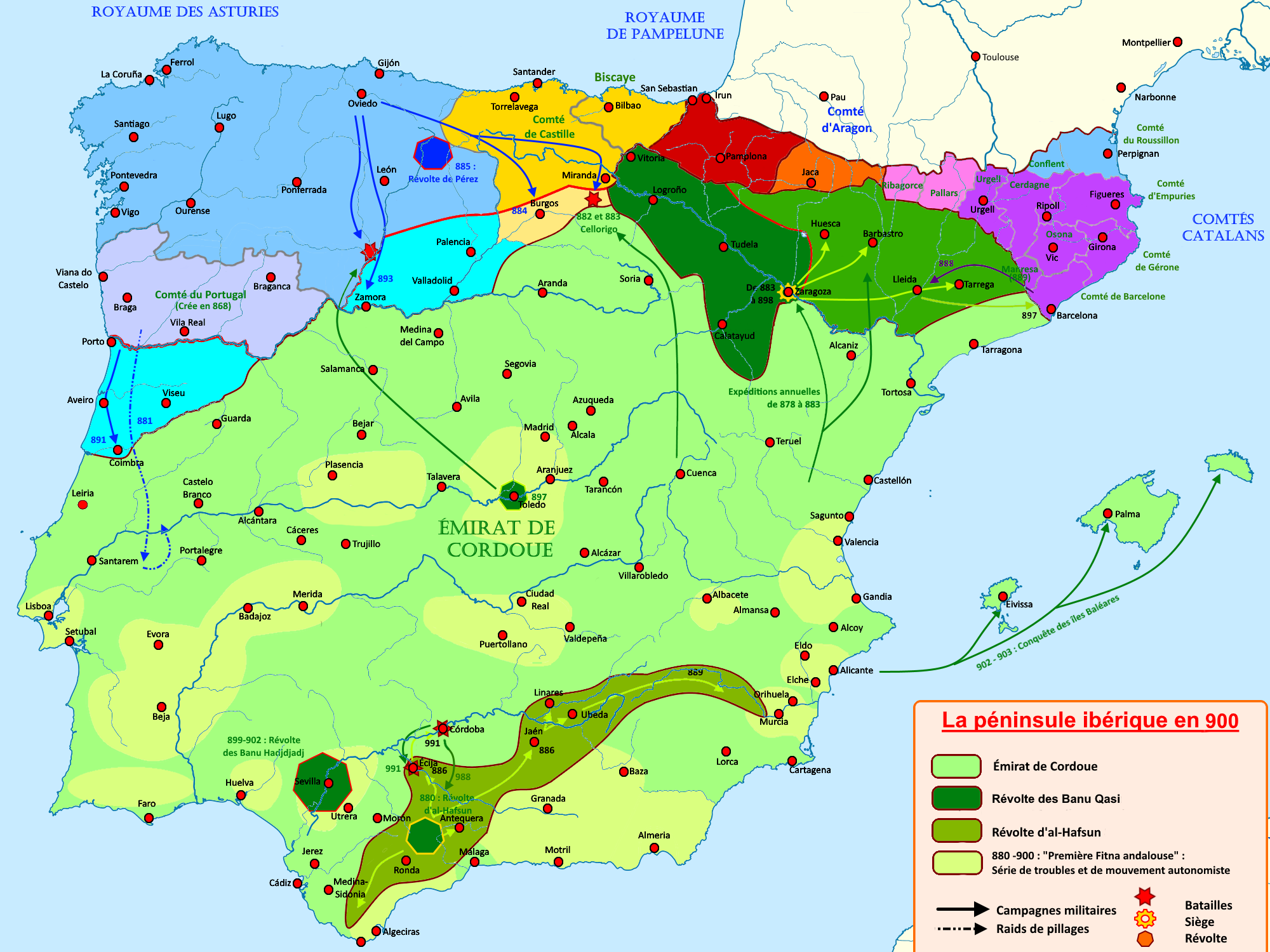
Les Banu Qasi de 875 à 900
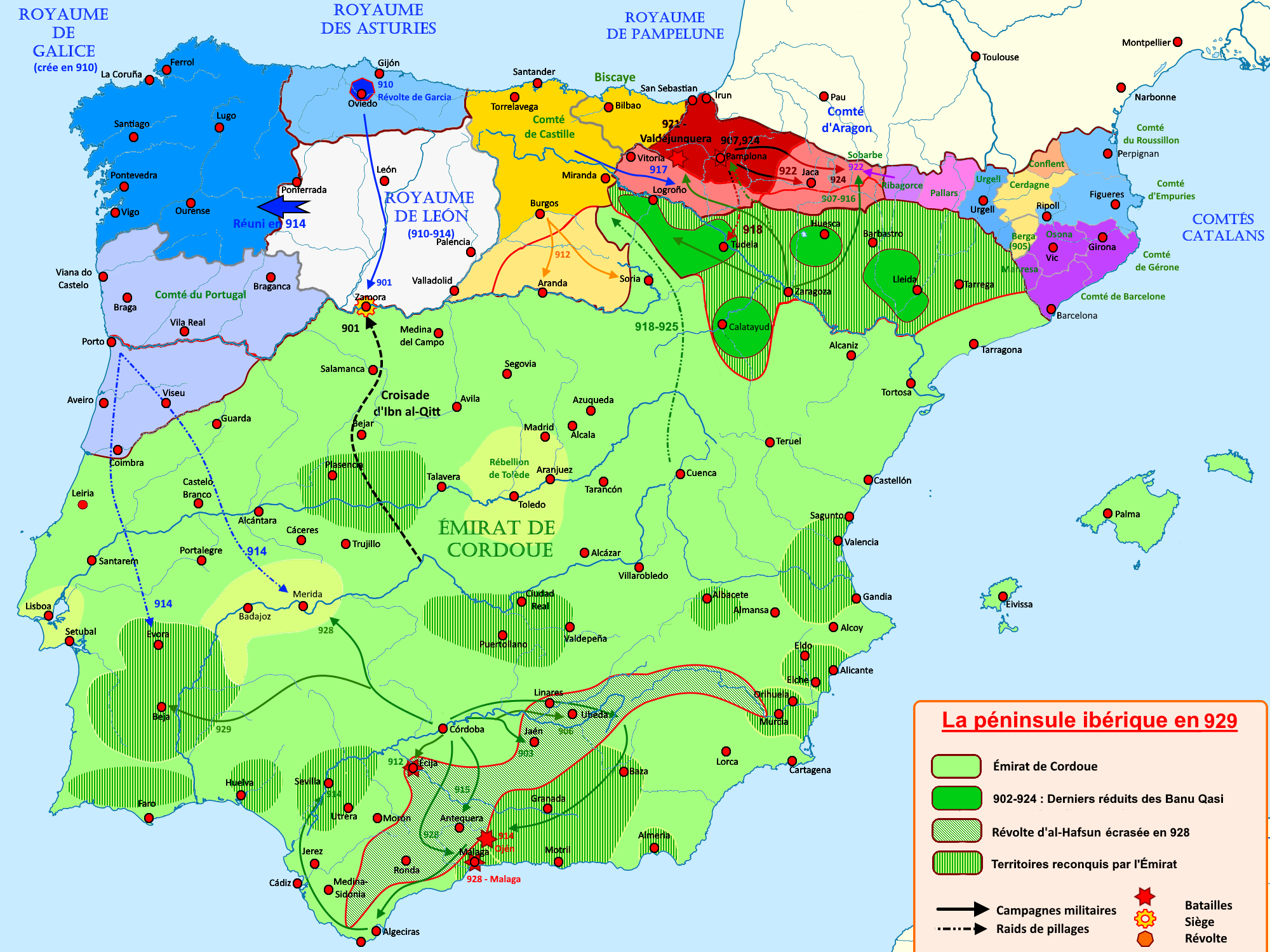
La fin des Banu Qasi en 924